# Vidua fischeri
La vedova di Fischer (Vidua fischeri (Reichenow, 1882) è un uccello passeriforme della famiglia Viduidae.

## Etimologia
Il nome scientifico della specie, fischeri, venne scelto in omaggio all'esploratore tedesco Gustav Adolf Fischer: il suo nome comune altro non è che una traduzione di quello scientifico.

## Descrizione

### Dimensioni
Misura 10–11 cm di lunghezza, per 9-17,8 g di peso: i maschi in amore, grazie alle penne caudali, raggiungono i 30–32 cm di lunghezza.

### Aspetto

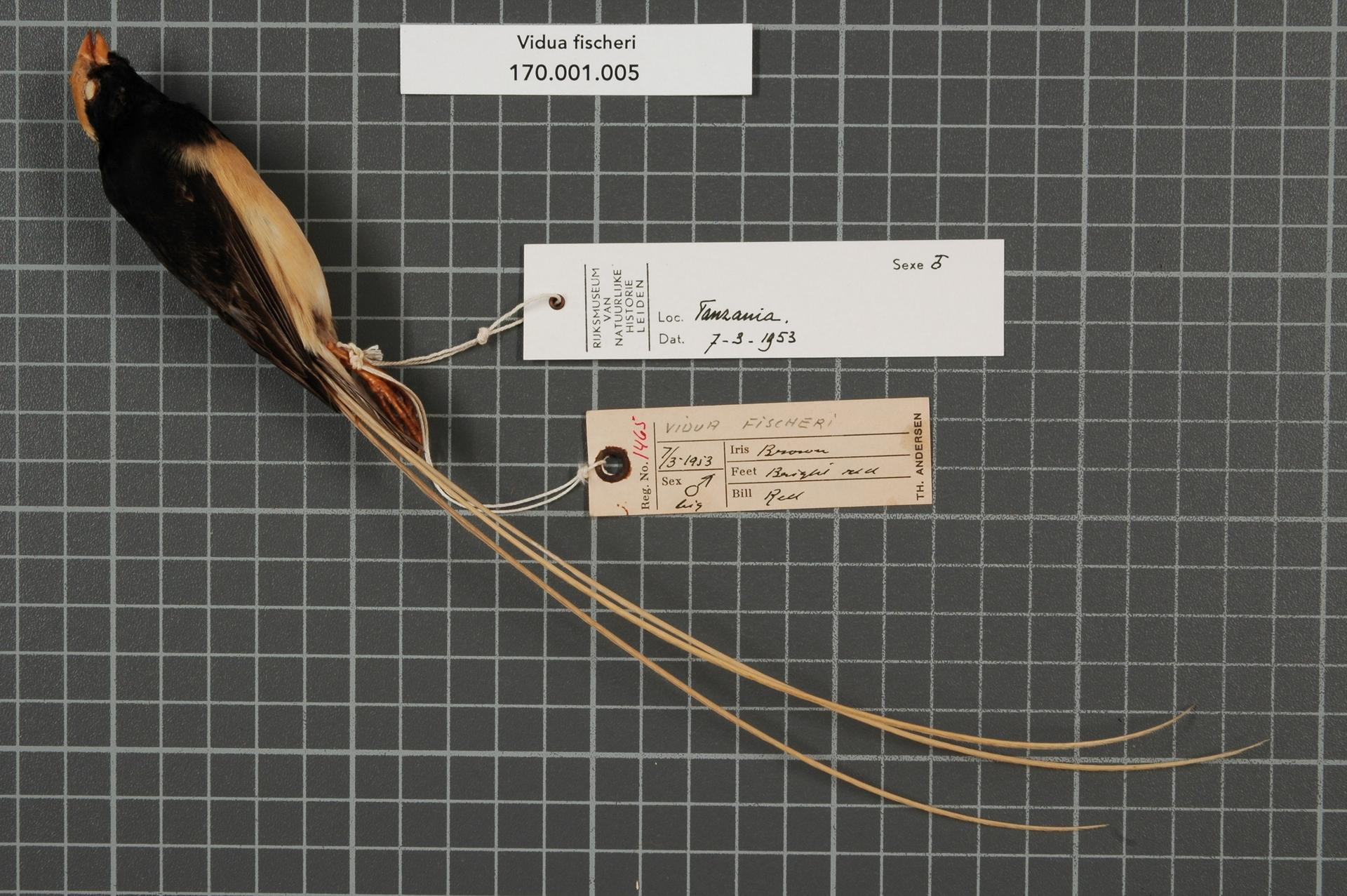
Maschio impagliato.

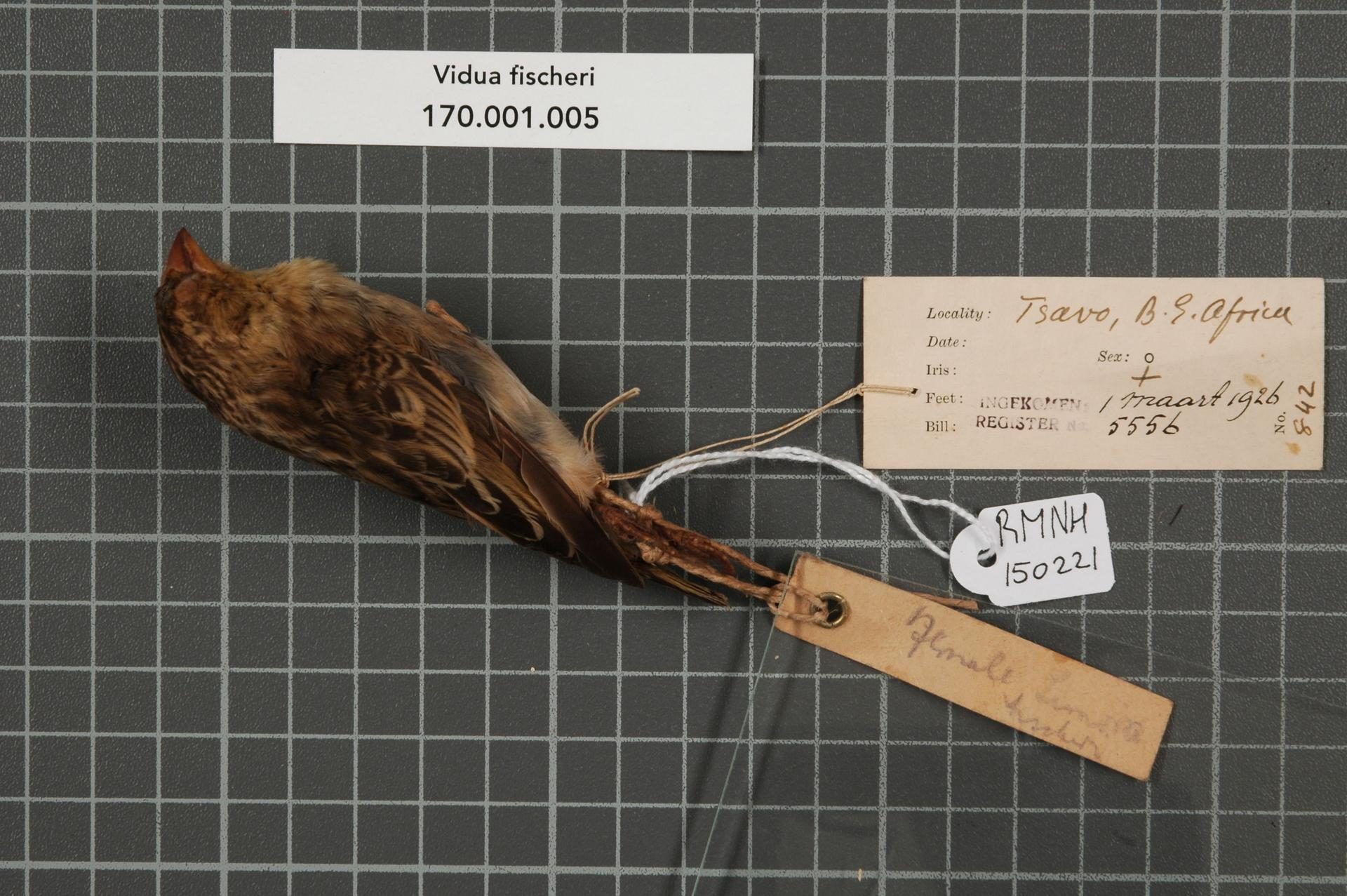
Femmina impagliata.

Si tratta di uccelli dall'aspetto robusto ma slanciato, muniti di testa arrotondata, becco conico tozzo e forte, ali appuntite e coda dalla punta squadrata.
Il piumaggio presenta dicromatismo sessuale durante il periodo degli amori, mentre durante il resto dell'anno i due sessi sono quasi identici.

Nei maschi la zona frontale è di color crema, mentre il resto della testa, la gola, la parte superiore del petto, il dorso, le ali e la coda sono di colore nero e l'area ventrale è bianco-grigiastra, ocn tendenza ad assumere sfumature beige sul sottocoda: le quattro rettrici caudali, durante il periodo degli amori, divengono lunghe e filiformi, assumendo colorazione giallastra.

Le femmine ed i maschi in eclissi, invece, presentano livrea molto sobria e mimetica, con area dorsale di colore bruno con bande longitudinali più scure sulle singole penne a dare un effetto screziato, mentre la gola ed il petto sono di colore bruno-aranciato, i fianchi sono grigi ed il ventre è grigio-biancastro.
In ambedue i sessi gli occhi sono di colore bruno: le zampe sono di colore carnicino-rosato nei maschi e più scure nelle femmine, mentre il becco è di colore rosa-arancio nelle femmine e rosso nei maschi, colore che tende a divenire più vivido durante il periodo degli amori.

## Biologia
Questi uccelli, all'infuori del periodo riproduttivo, mostrano abitudini tendenzialmente gregarie, riunendosi in stormi misti anche di consistenti dimensioni assieme a varie specie di estrildidi e ploceidi, coi quali si spostano alla ricerca di cibo e acqua durante il giorno, salvo poi fare ritorno per la notte in posatoi al riparo fra la vegetazione.

### Alimentazione
La dieta della vedova di Fischer è in massima parte granivora, componendosi perlopiù di semi di piante erbacee, oltre che (sebbene casualmente e in maniera sporadica) di insetti ed altri piccoli invertebrati: il cibo viene rinvenuto al suolo.

### Riproduzione
La stagione riproduttiva va da dicembre a giugno: i maschi competono fra loro per conquistare le femmine mediante parate composte da gare di canto e voli rituali, cercando di accoppiarsi col maggior numero possibile di partner.
La vedova di Fischer presenta parassitismo di cova nei confronti del granatino purpureo: le femmine depongono 1-4 uova all'interno dei nidi di questi uccelli, per poi allontanarsi e disinteressarsene del tutto. I pulli, che schiudono dopo circa due settimane, presentano disegni golari e caruncole ai lati del becco estremamente simili a quelli dei loro fratellastri, coi quali convivono all'interno del nido condividendo i vari step del ciclo vitale, involandosi attorno alle tre settimane di vita e rendendosi virtualmente indipendenti dai propri genitori adottivi qualche giorno più tardi.

## Distribuzione e habitat
La vedova di Fischer è diffusa in Africa Orientale e nel Corno d'Africa, occupando un areale che comprende Sudan del Sud sud-orientale, Uganda nord-orientale, Etiopia, Somalia, Kenya e Tanzania centrale e settentrionale.
L'habitat di questa specie è rappresentato dalle aree erbose con presenza sparsa e isolata di cespugli ed alberi, come savana e miombo, anche aride e semiaride.